# Blastobasis lignea
Blastobasis lignea é uma espécie de mariposa do gênero Blastobasis pertencente à família Coleophoridae.